# Шапошниково (Ростовская область)
Шапошниково — село в Матвеево-Курганском районе Ростовской области.
Входит в состав Алексеевского сельского поселения.

## География

### Улицы
- ул. Подгорная,
- ул. Примиусская,
- пер. Алакинский,
- пер. Школьный.

## Население
| 2010 |
| ---- |
| 195  |